# Вест Сенека (Њујорк)
Вест Сенека (енгл. West Seneca) насељено је место без административног статуса у америчкој савезној држави Њујорк.

## Демографија
По попису из 2010. године број становника је 44.711, што је 1.232 (-2,7%) становника мање него 2000. године.
| Група             | 2000.          | 2010.          |
| Белци             | 44.766 (97,4%) | 42.916 (96,0%) |
| Афроамериканци    | 213 (0,5%)     | 383 (0,9%)     |
| Азијати           | 229 (0,5%)     | 280 (0,6%)     |
| Хиспаноамериканци | 405 (0,9%)     | 751 (1,7%)     |
| Укупно            | 45.943         | 44.711         |